# Pleasant Hill (Iowa)
Pleasant Hill – miasto w Stanach Zjednoczonych, w stanie Iowa, w hrabstwie Polk. Zgodnie ze spisem statystycznym z 2000 roku, miasto liczyło 5 070 mieszkańców.